# Tinodes anibhrita
Tinodes anibhrita är en nattsländeart som beskrevs av Schmid 1972. Tinodes anibhrita ingår i släktet Tinodes och familjen tunnelnattsländor. Inga underarter finns listade i Catalogue of Life.